# Luis Gallegos

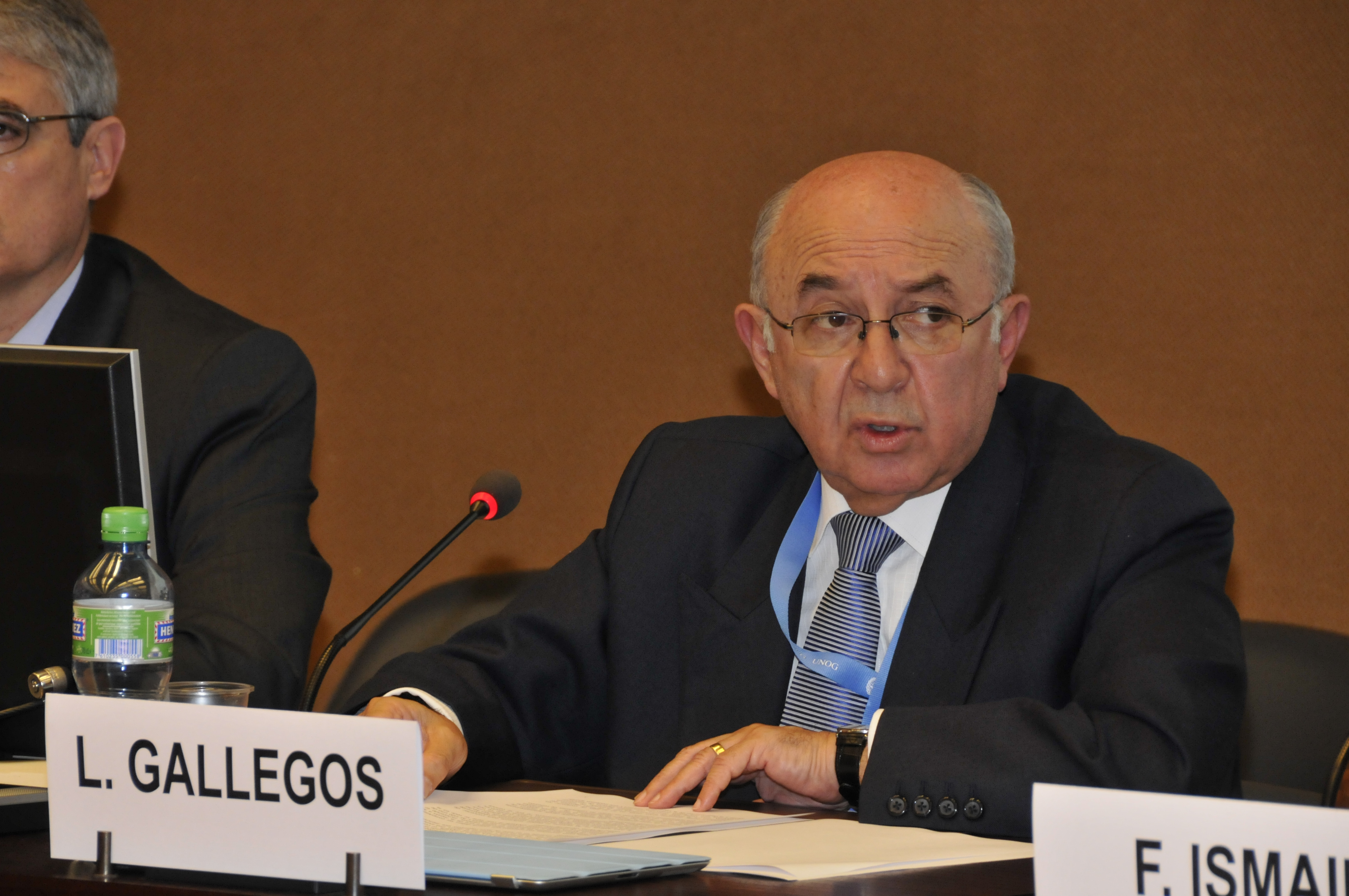
Luis Gallegos, 2012

Luis Benigno Gallegos Chiriboga  (* 13. Dezember 1946 in Quito) ist ein ecuadorianischer Diplomat.

## Leben
Luis Gallegos ist Bachelor der Politikwissenschaften und der Sozialwissenschaften Master of Arts, der Fletcher School of Law and Diplomacy, Tufts University/Harvard und wurde zum Doktor der Rechtswissenschaften promoviert und trat 1966 in den auswärtigen Dienst. Von 1966 bis 1968 war er Botschaftssekretär in Madrid. Von 1975 bis 1978 war er Generalkonsul in Chicago. Von 1978 bis 1979 war er Botschaftsrat und wechselnder Vertreter der ecuadorianischen Regierung bei der Organisation Amerikanischer Staaten. Von 1979 bis 1980 war er Botschaftsrat in Washington, D.C.
1998 war er Vizepräsident der UN-Menschenrechtskommission. Er war Regierungsvertreter beim Internationalen Strafgerichtshofes. Von 2000 bis 2002 war er Quito Staatssekretär im Außenministerium. 2003 war er Vizepräsident der Vollversammlung der Vereinten Nationen. 2004 war er Vizepräsident der Geschäftsführung von UNICEF. 2005 war er Vizepräsident des Wirtschafts- und Sozialrates der Vereinten Nationen. Von 2006 bis 2007 war er Mitglied des Ad-hoc-Komitees der Vereinten Nationen gegen Folter. Von 2003 bis 2005 war er Vorsitzender der Ad-hoc-Komitees über Comprehensive and Integral International Convention on Protection and Promotion of the Rights and Dignity of Persons with Disabilities. Er war Vorsitzender der UN ICT Task Force und des 1955 gegründeten World Fund for International Rehabilitation.
Seinen Posten als Botschafter in Washington musste er 2011 im Zuge der Wikileaks-Affäre Cablegate verlassen, nachdem die USA dem Reziprozitätsprinzip folgend auch ihn zur persona non grata erklärt hatten.
| Vorgänger                                                      | Amt | Nachfolger                                                |
| -------------------------------------------------------------- | --- | --------------------------------------------------------- |
| —                                                              | ecuadorianischer Botschafter in Sofia 1985–1989                                                               | Jaime Barberis                                            |
| 1981: Gustavo Bucheli Garcés                                   | ecuadorianischer Botschafter in San Salvador 1994–1997                                                        | 2008: Galo Larenas Serrano 2011: Universi Zambrano Romero |
| Fernando Martin-Valenzuela Marzo                               | Vertreter der ecuadorianischen Regierung bei den Organisationen der UN in Genf 1997–2000                      | —                                                         |
| Jaime Moncayo                                                  | Vertreter der ecuadorianischen Regierung beim UN-Hauptquartier in New York City April 2002 – März 2005        | —                                                         |
| 24. Februar 1949: Arturo Borrero Bustamente                    | ecuadorianischer Botschafter in Canberra März 2005 – August 2005                                              | Raul Gangotena-Rivadeneira                                |
| —                                                              | Vertreter der ecuadorianischen Regierung beim UN-Hauptquartier in New York City August 2005 – 3. Oktober 2005 | —                                                         |
| 17. Juli 2003 – 10. September 2003: Raul Gangotena-Rivadeneira | ecuadorianischer Botschafter in Washington D.C. 3. Oktober 2005 – 7. April 2011                               | —                                                         |